# گوندی
گوندی (به انگلیسی: Gundy) یک شهرک در استرالیا است که در نیو ساوت ولز واقع شده‌است.